# Windsor (Missouri)
Windsor és una població dels Estats Units a l'estat de Missouri. Segons el cens del 2000 tenia 3.087 habitants.

## Demografia
Segons el cens del 2000, Windsor tenia 3.087 habitants, 1.280 habitatges, i 848 famílies. La densitat de població era de 505 habitants per km².
Dels 1.280 habitatges en un 30,7% hi vivien nens de menys de 18 anys, en un 52% hi vivien parelles casades, en un 10,5% dones solteres, i en un 33,7% no eren unitats familiars. En el 29,5% dels habitatges hi vivien persones soles el 16,2% de les quals corresponia a persones de 65 anys o més que vivien soles. El nombre mitjà de persones vivint en cada habitatge era de 2,38 i el nombre mitjà de persones que vivien en cada família era de 2,91.
Per edats la població es repartia de la següent manera: un 25,3% tenia menys de 18 anys, un 8,4% entre 18 i 24, un 26,8% entre 25 i 44, un 20,1% de 45 a 60 i un 19,5% 65 anys o més.
L'edat mediana era de 38 anys. Per cada 100 dones de 18 o més anys hi havia 84,4 homes.
La renda mediana per habitatge era de 29.922 $ i la renda mediana per família de 32.477 $. Els homes tenien una renda mediana de 27.986 $ mentre que les dones 19.605 $. La renda per capita de la població era de 16.052 $. Entorn del 16,5% de les famílies i el 16,5% de la població estaven per davall del llindar de pobresa.

## Poblacions més properes
El següent diagrama mostra les poblacions més properes.